# Widmann’sche Papiermaschinenfabrik

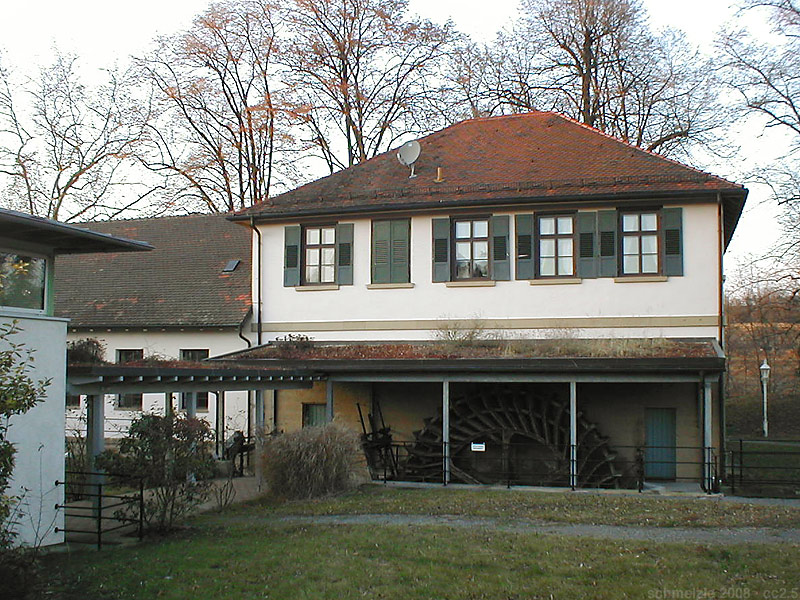
Das alte Pumpwerk in Neckargartach war einst Fabrikhalle der Widmann’schen Papierfabrik

Die Widmann’sche Papiermaschinenfabrik im Leintal in Neckargartach war eine von Johann Jakob Widmann begründete Maschinenfabrik. Widmann hatte während der einsetzenden Industrialisierung die erste kontinentaleuropäische Papiermaschine gebaut und bis 1840 in einer Werkstatt in Heilbronn produziert, bevor er das Gelände im Leintal erwarb und dort eine neue Fabrik errichtete. Von der Anlage sind noch Reste eines Werkstattgebäudes erhalten, das nach Widmanns Konkurs als Papierfabrik weitergenutzt, um 1900 zum Pumpwerk umgebaut und als solches bis in die 1960er Jahre genutzt wurde. In der zweiten Hälfte der 1990er Jahre wurde die Anlage renoviert und um eine historische Hammerschmiede ergänzt. Das Anwesen bildet heute den Historischen Industriepark Neckargartach.

## Geschichte

### Papierfabrik

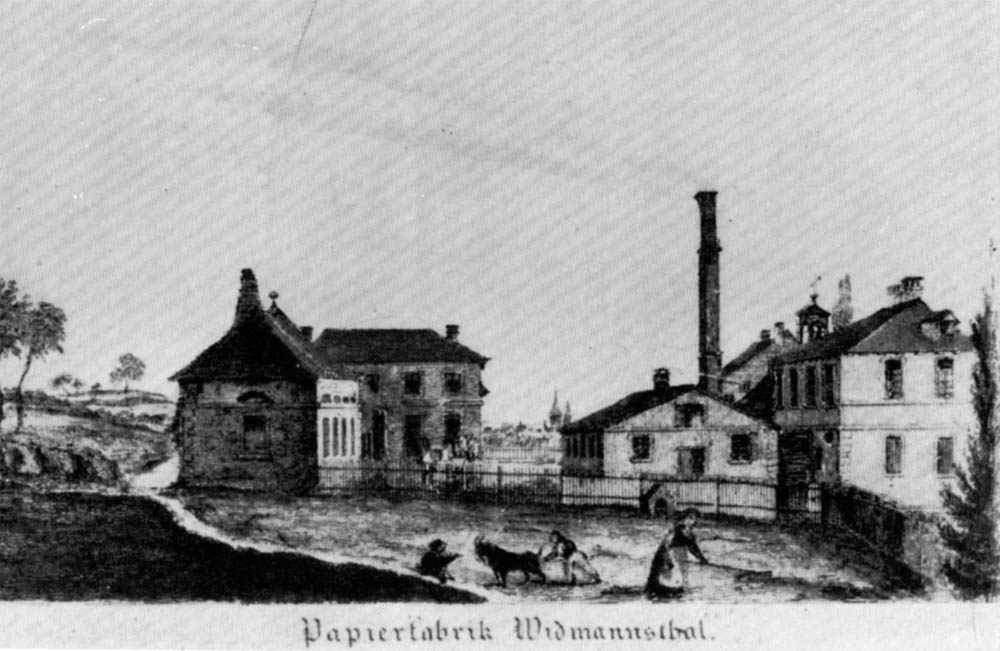
Die Widmann’sche Papiermaschinenfabrik um 1850, rechts das heutige Pumpwerk

Nachdem die Gebrüder von Rauch seit 1823 in ihrer Papiermühle auf einer Neckarinsel in Heilbronn eine in England konstruierte Papiermaschine betrieben, konstruierte der Heilbronner Johann Jakob Widmann 1827–1828 für die Papiermühle von Gustav Schaeuffelen, einem Nachbarn der Rauchschen Papiermühle, eine eigene Papiermaschine nach eigener Bauart. Die Heilbronner Maschine war die erste auf dem europäischen Kontinent entwickelte Schöpfmaschine für Endlospapier, die nach ihrer Inbetriebnahme 1830 den Auftraggeber Schaeuffelen in der Folgezeit zum größten deutschen Papierhersteller werden ließ. Konstrukteur Widmann erhielt rasch zahlreiche Anfragen nach Maschinen und beschäftigte in seiner Heilbronner Werkstatt bald knapp 20 Mitarbeiter. Papierfabrikant Schaeuffelen kopierte Widmanns Baumuster und stellte ab 1837 auch Maschinen Widmannscher Bauart her, ebenso der Heidenheimer Schlosser Voith. Die Heilbronner Papierindustrie wurde zu einem Motor der Industrialisierung in Württemberg. Widmann hatte jedoch fortlaufend Schwierigkeiten wegen des Standortes seiner Werkstatt (ab 1837 offiziell auch Maschinenfabrik) nördlich der Heilbronner Innenstadt, wo es außerdem keine Wasserkraft gab, so dass er sich nach einem geeigneten neuen Standort umschaute. Nachdem eine geplante Fabrik an anderem Standort in Heilbronn wohl auch auf Einspruch seiner Konkurrenten nicht die Zustimmung von offizieller Seite gefunden hatte, wandte er sich von Heilbronn ab.
Widman erwarb das auf freiem Feld befindliche Gelände im Leintal zwischen Frankenbach und Neckargartach, wo er innerhalb kürzester Zeit eine neue Fabrik mit Dreherei, Gießerei, Papierfabrik, Brunnenstube und Wohnhaus errichten ließ. Das Werkstattgebäude hatte eine Länge von rund 50 Metern. Die benötigte Wasserkraft lieferte der Lein. Die Finanzierung des Fabrikneubaus geschah 1840 ohne Staatszuschuss über ein Darlehen in Höhe von 36.000 Gulden bei einem Heilbronner Handelshaus. Die Geschäfte liefen von 1840 bis 1844 erfolgreich und das Unternehmen beschäftigte bald 50 bis 80 Arbeiter. Insgesamt wurden von Widmann mehr als 50 Papiermaschinen gefertigt, die Verbreitung bis nach Schlesien, Böhmen, den Niederlanden, Bukarest und Konstantinopel fanden. Der Transport der Maschinen an ihre Bestimmungsorte war beschwerlich, da es noch keine Kraftfahrzeuge und keine Eisenbahn gab.
Als im Hungerjahr 1846 und während der Unruhen der Jahre 1848/1849 die Wirtschaft zum Erliegen kam und der Kreditgeber plötzlich den Kredit kündigte, während gleichzeitig ein 1844 zugesagte Darlehen in Höhe von 50.000 Gulden seitens der württembergischen Hofbank verwehrt wurde, kam es zur Insolvenz und Zwangsversteigerung der Papierfabrik im Jahre 1849. Die Fabrik wurde für 30.000 Gulden und damit nicht einmal zu einem Drittel ihres Schätzwertes von 110.000 Gulden versteigert. Gründer Widmann zog mit zwei Kindern nach Amerika, wo er Geld für den Rückkauf zu erlangen suchte, anstelle dessen aber nach 1850 mitsamt seiner Familie verschollen ging.
Die Fabrik wurde zunächst als reine Papierfabrik weitergenutzt, später verkleinert und zur Hammerschmiede umgebaut. Diverse Nebengebäude wurden bald abgerissen. Im weiteren Verlauf wurde das Anwesen als Gutshof verwendet.

### Pumpwerk

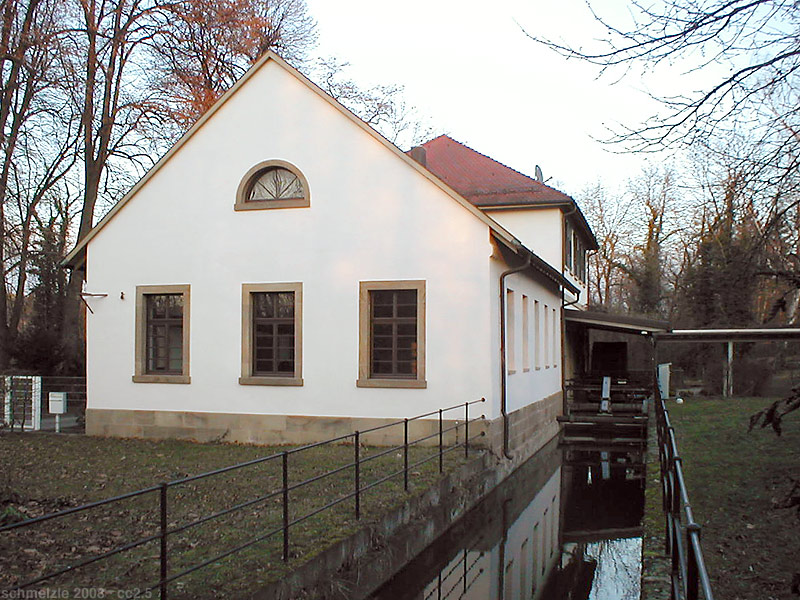
Wasserzulauf zum historischen Pumpwerk

Die Gemeinde Neckargartach nutzte die Fabrik ab 1903 als Pumpwerk für ihre Wasserversorgung. Das Wasserrad betrieb zwei Kolbenwasserpumpen, die bei einer Leistung von 10 Litern pro Sekunde die Wasserversorgung von Neckargartach sicherstellten. 1929 sollte das Wasserwerk im Fabrikgebäude auch Böckingen mitversorgen, wofür elektrische Kreiselpumpen aufgebaut wurden. In den 1960er Jahren wurde das Widmannsche Wohnhaus abgerissen, und auch die Nutzung der Fabrik als Pumpwerk endete. In den Jahren 1994/95 wurde das Pumpwerk von den Stadtwerken Heilbronn renoviert.

### Hammerschmiede
1997 wurde die Anlage um eine historische Hammerschmiede ergänzt, die sich rund 900 Meter stromabwärts im Leintal befunden hatte und auf eine bereits im 17. Jahrhundert erwähnte Mühle zurückgeht. Die Hammerschmiede war 1883 in der Mühle eingerichtet worden, hier wurde Arbeitsgerät wie Beile und Äxte produziert. 1972 wurde das Schmiedegebäude abgerissen, das Hammerwerk wurde restauriert und 1997 von den Stadtwerken und dem Hochbauamt Heilbronn in einem dafür erstellten Neubau beim Pumpwerk untergebracht.